# Malin Andersson (fotbollsspelare)
Malin Andersson, född den 4 maj 1973, är en svensk före detta fotbollsspelare. Hon tilldelades Diamantbollen 1995. Hon var under huvudparten av sin karriär central mittfältare och briljerade med precisa passningar och bra skott.

## Klubbar
- Arkelstorps IF (moderklubb)
- Wä IF
- Älvsjö AIK
- Malmö FF